# Regilio Tuur
Regilio Benito Tuur (Paramaribo, 12 de agosto de 1967) é um pugilista neerlandês. Ele foi um campeão dos super-penas OMB.
Antes de se tornar profissional e ganhar o título mundial, Tuur nocauteou o então campeão mundial Kelcie Banks na primeira rodada das Jogos Olímpicos de Verão de 1988.

## Carreira profissional
Campeão europeu da EBU peso super-pena em 1992, ele ganhou o título vago do campeonato mundial OMB em 24 de setembro de 1994, após derrotar Eugene Speed por pontos em sua cidade natal, Roterdã. Tuur manteve o título contra Tony Pep, Pete Taliaferro, Luis Mendoza, Giorgio Campanella, Narciso Valenzuela e José Vida Ramos. Ele o deixou vago em 1997.